# Paul Lansky
Paul Lansky (Nova York, 18 de juny, 1944), és un compositor i teòric nord-americà de música electrònica o assistida per ordinador, que produeix obres des dels anys setanta fins a l'actualitat.

## Biografia
Antic alumne de George Perle i Hugo Weisgall al "Queens College", va obtenir la llicenciatura l'any 19661. Després d'ensenyar successivament al "Mannes College" (1963–1968) i al "Swarthmore College" (1968–1969), Paul Lansky és professor de composició musical a la Universitat de Princeton des de 19691. És conegut com un pioner en el desenvolupament de llenguatges de música per ordinador per a la composició algorítmica (Real-time Cmix). A Princeton, també va ser un antic alumne de Milton Babbitt i Edward T. Cone i es va doctorar el 1973.
El primer àlbum de Lansky, Smalltalk, no es va publicar fins al 1990. Conté quatre temes, dos que tracten aspectes de la veu humana i dos que tracten dos estils de música: el metall i l'harmònica.
El seu segon àlbum, Homebrew (1992), contenia cinc temes, inclòs "Table's Clear", una peça contundent i sonora de divuit minuts que inclou mostres dels seus fills jugant amb estris de cuina. La seqüela, amb More Than Idle Chatter, sis composicions que se centren en els tractaments de la veu humana mitjançant codificació predictiva lineal, síntesi granular i cordes pinçades sintètiques; Els seus tres aspectes destacats són les peces de síntesi granular anomenades "Idle Chatter", "Just_more_idle_chatter" i "Notjustmoreidlechatter" que miren el mateix des de múltiples perspectives. El 1994 va publicar Fantasies and Tableaux, una col·lecció de dues obres anteriors, Sis Fantasies sobre un poema de Thomas Campion i Still Time. El 1995 va portar Folk Images, la interpretació personal de Lansky i la reelaboració d'"algunes bones cançons populars".
Va ser per aquesta època quan va començar a sorgir un canvi d'estil en la música de Lansky, que va començar a semblar una mica més moderna, i el 1997 va anunciar l'òpera per ordinador Things She Carried, d'una hora de durada, una mena de retrat musical d'una dona anònima en una sèrie de vuit moviments. L'any següent es van publicar Conversation Pieces.
A principis de 2001, es va publicar l'àlbum Ride, afegint una nova versió per a la xerrada familiar: "Idle Chatter Junior" i la peça de dinou minuts "Ride", que intenta simular un passeig per diferents ciutats i països. A la primavera de 2006, Lansky va agafar una antiga cançó popular i els diferents ingredients de la música hip hop i va crear "Chatter of Pins". El 2008, "Pavardage des Pins" es va incloure a l'àlbum recopilatori "Crosstalk: American Speech Music" (Bridge Records) produït per Mendi & Keith Obadike.
Aquests últims temps, Lansky ha desviat el seu enfocament de l'electrònica i la música per ordinador, per invertir més temps en la composició per a instruments acústics. Ha escrit noves peces sonores per a David Starobin, So Percussion, Nancy Zeltsman i l'Orquestra Simfònica d'Alabama.
La cançó de Radiohead "Idioteque", del seu àlbum de 2000 Kid A, proporciona un exemple destacat de la cinta d'ordinador de Lansky, "mild und Leise" (1973). La mostra, quatre acords en bucle extrets d'uns segons de la peça de Lansky, proporciona l'harmonia general de la cançó. El nom "mild und Leise" prové de les línies inicials de Liebestod, el final climàtic de l'òpera Tristan und Isolde de Richard Wagner. Lansky va escriure un text sobre Radiohead (My Radiohead Adventure) publicat a l'obra col·lectiva titulada The Music and Art of Radiohead. Va escriure una breu nota en línia, convidant els oients a identificar d'on s'ha tret la mostra de la peça original. La peça de música per ordinador de Lansky "Her Song" (1979), de Six Fantasies On A Poem de Thomas Campion (reeditat a l'àlbum Fantasies and Tableaux, 1994) també va ser mostrada per Caural per a la seva cançó "I Won't Race You", del seu àlbum Mirrors For Eyes (2006).

## Obres no electroacústiques
- Verse and Refrain, per a flauta (1966)
- Quatuor à cordes n°. 1 (1967)
- Pièces per a piano (1968)
- Modal Fantasy, per a piano  (1970)
- Quatuor à cordes n°. 2 (1971; rév. 1977)
- Affine Study, per a piano  (1972)
- Crossworks, per a flauta, clarinet, violí, violoncel i piano (1974–1975)
- Fanfare, pera dos cors (1976)
- Dance Suite, per a piano  (1977)
- Serenade, per a violí, viola i piano (1978)
- Hop, per a violí i marimba (1993)
- Semi-Suite, per a guitarra (1998)

## Discografia
- Smalltalk: Smalltalk ; arpa de Guy; Finals d'agost; No tan heavy metal - Guy DeRosa, harmònica ; Steve Mackey, guitarrista (1990, New Albion Records 030)[3] {{OCLC|8113}3
- Homebrew: La taula està clara; Trànsit nocturn ; De tant en tant; Quakerbridge ; El so de dues mans - Jonah i Caleb Lansky, percussió de cuina ; Hannah MaacKay, lectora; Paul Lansky i Jim Moses, mains (1992, Bridge Records 9035)[4] OCLC 27274410
- More Than Idle Chatter - Xerrada inactiva; color de la paraula; justm̲orei̲dlec̲hatter ; La lliçó; Notjustmoreidlechatter ; Pàgines de memòria - Hannah MacKay, J.K. Randall, Paul Lansky, lectors (1994, Bridge 9050) 31369374
- Fantasies And Tableaux, 1994 (Composers Recordings, Inc. 683)[5]
- Imatges populars, (1995, Bridge 9060) OCLC 33251022
- Things She Carried - Hannah MacKay, professora; Paul Lansky, voix (1997, Bridge 9076) OCLC 705281608
- Peces de conversa, (1998, Bridge 9083) OCLC 705281617
- Ride, (2001, Pont 9103) OCLC 705281640
- Llibre de l'alfabet, 2002 (Bridge 9126)
- Music Box, (2006, Bridge 9210) OCLC 705325394
- Estudis i paròdies: Estudis i paròdies; Semi-suite ; Ricercare plus - William Purvis, cor ; Curtis Macomber, violon ; Mihae Lee, piano — David Starobin, guitare — Quatuor Brentano: Mark Steinberg, Serena Canin, violons ; Misha Amory, alt ; Nina Lee, violoncel (2005/2006, Bridge 9222) OCLC 705325405
- Threads, 2011 (Cantaloupe Music 21064)[6]
- Illes imaginaries, 2012 (pont 9366)
- Notes to Self : Arcs: orquestra de cordes; Horizons pour piano, violoncelle i percussion ; Notes to self pour piano; Partita pour guitare et percussion ; Línia i ombra pour orchestre de chambre - Orquestra Simfònica d'Odense, dir. Justin Brown — conjunt Real Quiet : Andrew Russo, piano ; Felix Fan, violoncel ; David Cossin, percussió — Mihae Lee, piano; David Starobin, guitarra ; Mari Yoshinaga, percussió (juny 2009/juiliol i octubre 2012, Bridge 9405) OCLC 925919469
- Textures i fils, 2014 (Bridge 9435)
- Contemplating Weather, 2015 (pont 9447)
- "Idle Fancies", 2015 (Bridge 9454)